# 柏市立柏の葉中学校
柏市立柏の葉中学校（かしわしりつ かしわのはちゅうがっこう）は、千葉県柏市にある公立中学校。
柏北部中央地区の人口増加に対応するため、28年ぶりに新設された市立中学校である。校名は公募で寄せられた62案の中から決定した。

## 沿革
- 2018年（平成30年）4月 - 開校[1][2]。

## 母体校
柏市立田中中学校の南部を中心に柏市立西原中学校の一部、柏市立松葉中学校の一部、柏市立柏第五中学校の一部が合流して新設された。

## 制服
性的少数者 (LGBT) への配慮のため、男女問わず組み合わせを選べる制服を採用している。先進的な取り組みとして、開校時には大きく注目された。市立中学校で初めて夏季にポロシャツを選べるようにするなど、機能面も考慮されているのが特徴である。
制服の組み合わせ
- ブレザー（濃紺色、男女[6]）
- スラックス（グレーにチェック柄、男女[6]）
- スカート（グレーにチェック柄、男女[6]）
- ワイシャツ・ブラウス・ポロシャツ（男女）
- ネクタイ（男女）
- リボン（男女）

## 学校の周辺
- 柏市立柏の葉小学校（当校と一部の普通教室・プール・給食室を共用）

## アクセス
- つくばエクスプレス 柏の葉キャンパス駅下車